# Juegos de poder (telenovela)
Juegos de poder es una telenovela chilena de corte drama político-policial producida por Mega y emitida desde el 11 de marzo hasta el 12 de diciembre de 2019.
Protagonizada por Álvaro Rudolphy y Jorge Zabaleta en los roles titulares.

## Argumento
La historia sigue la labor del fiscal Aníbal Ramos (Jorge Zabaleta) para descubrir a los responsables de un atropello del que fueron víctimas dos hermanos universitarios, resultando uno de ellos muerto y el otro en estado de coma. Su antagonista es el empresario y candidato a la Presidencia de la República, Mariano Beltrán (Álvaro Rudolphy), quien se encargará de paralizar la investigación, ya que fue su hijo Camilo (Simón Pesutic) el responsable del accidente al conducir en estado de ebriedad.
Este hecho, a lo largo de la trama, desencadena una serie de sobornos, montajes, múltiples hechos de corrupción y abusos de poder, incluyendo asesinatos, con el fin de evitar daños a la imagen pública de Mariano y especialmente, tener que enfrentar cargos criminales.

## Reparto

### Actores principales
- Álvaro Rudolphy como Mariano Beltrán
- Jorge Zabaleta como Aníbal Ramos
- Alejandra Araya como Cinthya Bravo
- Augusto Schuster como Benjamín Bennet
- Francisca Imboden como Pilar Egaña
- Simón Pesutic como Camilo Beltrán
- Íngrid Cruz como Karen Franco
- Patricia Rivadeneira como Verónica Egaña
- Héctor Noguera como Patricio Egaña
- Paula Sharim como Elena Espinoza
- Claudio Arredondo como Matías Bennet
- Pedro Campos como Francisco Beltrán
- Juan Carlos Maldonado como Samuel Salgado
- Rodrigo Soto como Gustavo Toro
- Roberto Farías como Raúl Salgado
- Lorena Capetillo como Susan Morales
- Manuela Moreno como Florencia Beltrán

### Actores secundarios
- Alondra Valenzuela como Rocío Ramos
- Fernanda Ramírez como Antonia Moretti
- Diego Boggioni como Tomás Salgado
- Solange Lackington como Beatriz Acosta
- Catalina Stuardo como Fabiola Briceño
- Muriel Martin como Romina Baeza
- Christian Zúñiga como Orlando Moretti
- Íngrid Isensee como Jacqueline Cifuentes
- Fernando Olivares como Jorge Mendoza
- Agustín Vidal como Iván Rodríguez
- Carlos Martínez Muñoz como Hernán Matamoros
- Carlos Morales como Boris Gajardo, El Mecha
- Sergio Díaz como Eric Montoya
- Ricardo Mateluna como Héctor Cárdenas
- Mario Bustos como Agustín Beltrán
- Alejandra Pérez Vera como Mónica Silva
- Alejandro Goic como Alan Covacevich
- Eusebio Arenas como Joaquín García
- Mauricio Pitta como Danilo Pincheira
- Patricio Andrade como Eduardo Briceño
- Humberto Gallardo como Humberto Stanley/Humberto Rioseco
- Romana Satt como Vanesa
- Myriam Pérez como Gladys
- Elizabeth Torres como Johanna
- Denise Nazal como Teresa Serrano
- Slavija Agnic como Jocelyn Cortés
- Otilio Castro como Atilio Navarrete
- Óscar Hernández como Juan Guillermo Bossio
- Matías Gil como Ignacio Valdivieso
- Hugo Vásquez como León Hidalgo
- Ariel Lagos como Manuel Rozas
- Daniel Antivilo como Ricardo
- Luz María Yacometti como Aida
- Camila Leyva como Carmen
- Santiago Meneghello como David Cordero
- Natalia Reddersen como Alejandra
- Daniel Morera como Pablo Figueroa
- Juan Carlos Cáceres como doctor Vallejos
- Hernán Lacalle como fiscal nacional
- Pedro Vicuña como José Toro

### Apariciones especiales
- Soledad Onetto como ella misma
- José Luis Repenning como él mismo
- Priscilla Vargas como ella misma
- Clarisa Muñoz como ella misma
- Cony Stipicic como ella misma

## Premios y nominaciones
| 2019 | Copihue de Oro (popular)        |                         |                         |          |
| 2019 | Copihue de Oro (popular)        | Mejor serie o teleserie | Mejor serie o teleserie | Nominado |
| 2019 | Copihue de Oro (popular)        | Mejor actor             | Álvaro Rudolphy         | Nominado |
| 2019 | Copihue de Oro (popular)        | Mejor actor             | Augusto Schuster        | Nominado |
| 2019 | Copihue de Oro (popular)        | Mejor actor             | Jorge Zabaleta          | Nominado |
| 2019 | Copihue de Oro (popular)        | Mejor actriz            | Íngrid Cruz             | Nominado |
| 2019 | Premios Marés (crítica)         |                         |                         |          |
| 2019 | Mejor actor - drama             | Álvaro Rudolphy         | Nominado                |          |
| 2019 | Mejor actriz - drama            | Patricia Rivadeneira    | Nominado                |          |
| 2019 | Mejor actor de soporte - drama  | Augusto Schuster        | Ganador                 |          |
| 2019 | Mejor actriz de soporte - drama | Alejandra Araya         | Ganadora                |          |
| 2019 | Mejor actor invitado - drama    | Mario Bustos            | Nominado                |          |
| 2019 | Premios Estrella (popular)      |                         |                         |          |
| 2019 | Mejor actriz antagónica         | Francisca Imboden       | Ganadora                |          |
| 2019 | Mejor actor antagónico          | Augusto Schuster        | Ganador                 |          |
| 2019 | Mejor actriz de reparto         | Alejandra Araya         | Ganadora                |          |
| 2019 | Mejor actriz infantil           | Alondra Valenzuela      | Ganadora                |          |

## Versiones
En 2025 TelevisaUnivision realiza un remake llamado Juegos de amor y poder, producida por Carlos Bardasano con Claudia Martín, Arap Bethke, Eduardo Santamarina y Mayrín Villanueva en los roles principales.